# Nieuwe christen

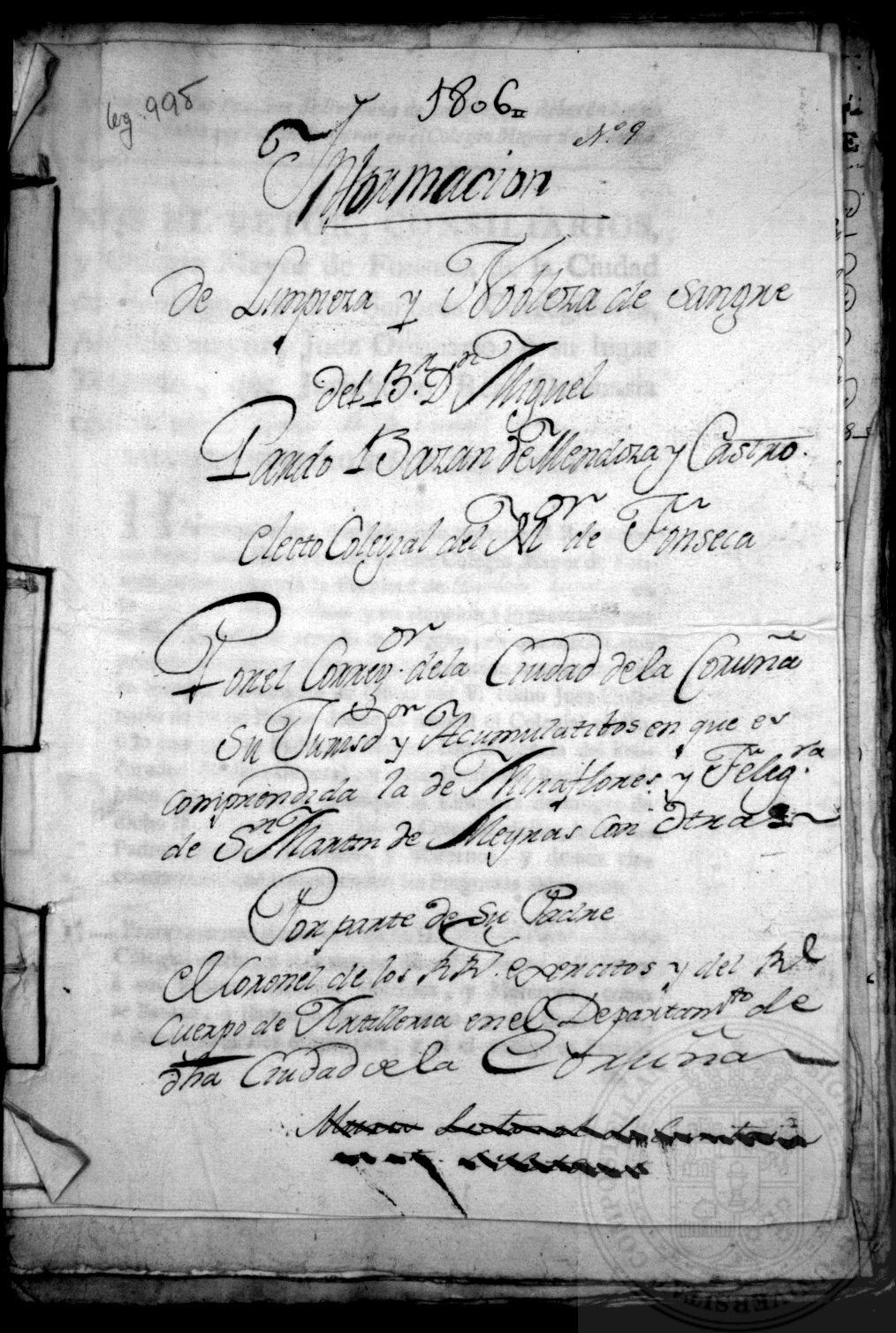
Certificaat van zuiverheid van bloed door Miguel Pardo Bazán de Mendoza y Castro, van St. Mariña Doza, voor de Universiteit van Fonseca, 1806

Een nieuwe christen (Spaans: cristiano nuevo, Portugees: cristão-novo) was vanaf de 15e eeuw een jood of moslim in Spanje en Portugal die zich tot het katholicisme bekeerde. Dit in tegenstelling tot oude christenen, van wie de ascendant niet de joodse of moslimreligie zou hebben omarmd.
Juridisch werden strikte christenen niet alleen beschouwd als converso's, met andere woorden recent gedoopte joden en moslims, maar ook iedereen met minstens één converso onder hun voorouders, teruggaand tot de vierde generatie. Met Filips II van Spanje werd de definitie verruimd tot iedereen met een joodse of moslimvoorouder, op elk moment. In Portugal besloot Sebastião José de Carvalho e Melo, de eerste markies van Pombal, pas in 1772 het onderscheid tussen oude christenen en nieuwe christenen te beëindigen.
De term werd ook gebruikt in Frankrijk, waar joden uit Spanje hun toevlucht zochten in de 16e eeuw en om te spreken van de joden uit de Provence die zich tot het christendom bekeerden om hun uitwijzing in 1501 te voorkomen.

## Spanje
In Spanje werden de nieuw gedoopten conversos (bekeerlingen) of, berucht, marranes genoemd, wanneer ze ervan verdacht werden hun religie in het geheim te blijven beoefenen. Het woord marranos betekent varkens in het Spaans en verwijst naar het verbod op het eten van dit dier voor beoefenaars van het jodendom en de islam.
Het onderscheid tussen oude en nieuwe christenen heeft de Iberische samenlevingen gestructureerd, aangezien veel instellingen vanaf 1449 eisten dat hun leden hun zuiverheid van bloed (Spaans: limpieza de sangre) aantoonden, dat wil zeggen hun kwaliteit als niet-joden of niet-moslims.
De nieuwe christenen vulden de gelederen van de Alumbrados - het christelijke illuminisme van Spanje die zich snel zorgen zouden maken over ketterij - en verschillende afstammelingen van bekeerde joden zouden opmerkelijke persoonlijkheden van het Spaanse katholicisme worden, zoals Theresia van Ávila en Johannes van het Kruis, naast andere mystici, of zoals Luis de León.

## Portugal
In Portugal duidde de uitdrukking cristãos-novos op bekeerde joden.
De meeste nieuwe Portugese christenen zijn van Castiliaanse afkomst, ongeveer 100.000 joden uit Castilië zochten hun toevlucht in Portugal na het verwijderingsbesluit van 1492 en sloten zich daarbij aan bij de al in het land aanwezige joden. Het aandeel van de joden in de bevolking was toen minstens 10%, aangezien het koninkrijk Portugal nauwelijks meer dan een miljoen inwoners had.
Van 1496-1497 moest de koninklijke politiek van Portugal zich aansluiten bij die van Spanje. Koning Emanuel I van Portugal gaf de joden de keuze tussen doop of ballingschap, maar de meesten werden tot de doop gedwongen. Het aantal converso's nam toen enorm toe in Portugal. Velen bekeerden zich slechts voor de schijn, en bleven in het geheim het jodendom beoefenen en werden marranes.